# 删帖
删帖，又叫砍文、D文（D為英文「delete」的簡稱），是指删除某則網路論壇或留言板上的帖子的行为，是一种随网络文化而出现的网络管理方式。
不少网站开办了论坛，并向少数热心于论坛建设的志愿者赋予了一部分网络管理的权限（版主），其中包括可以根据一定的价值判断标准（例如版規）删减其他论坛参与者的帖子内容的权限。
此外，删帖可以指通过向某些人或组织缴纳一定费用，要求对方删除（负面）帖子的情况。中国大陆出现“危机公关公司”，声称能删除对客户造成影响的帖子、搜索引擎结果、搜索引擎快照等。